# Кувшиново (Сокольский район)
Кувшиново — деревня в Сокольском районе Вологодской области на реке Корбыш.
Входит в состав Чучковского сельского поселения, с точки зрения административно-территориального деления — в Чучковский сельсовет. Расположена к югу от автодороги А123.
Расстояние по автодороге до районного центра Сокола — 83 км, до центра муниципального образования Чучкова — 11 км. Ближайшие населённые пункты — Боярское, Прудовка, Агафоново, Яковково, Третьяково, Овсянниково, Притыкино, Ершово.
По переписи 2002 года население — 5 человек.